# PL型蒸汽機車
中國鐵路PL型蒸汽機車，泛指輪式2-6-2形式（Prairie型，又稱「平原型」）之蒸汽機車，依其前身不同可區分為幾種車款。

## 形式名稱變遷
中華民國交通部於1947年依照華氏輪式，制訂以注音符號為蒸汽機車命名規則，但因局勢並未全國統一適用此一規則。中華人民共和國成立後，鐵道部於1951年參酌交通部命名規則，以注音符號為蒸汽機車命名。其中2-6-2軸式機車定名為「ㄆㄌ型」（PL型），名稱取自「Prairie」或滿鐵命名方式「プレ型」（Pure）。1959年改用漢語拼音命名，並沿用至今。

## PL型之車號範圍

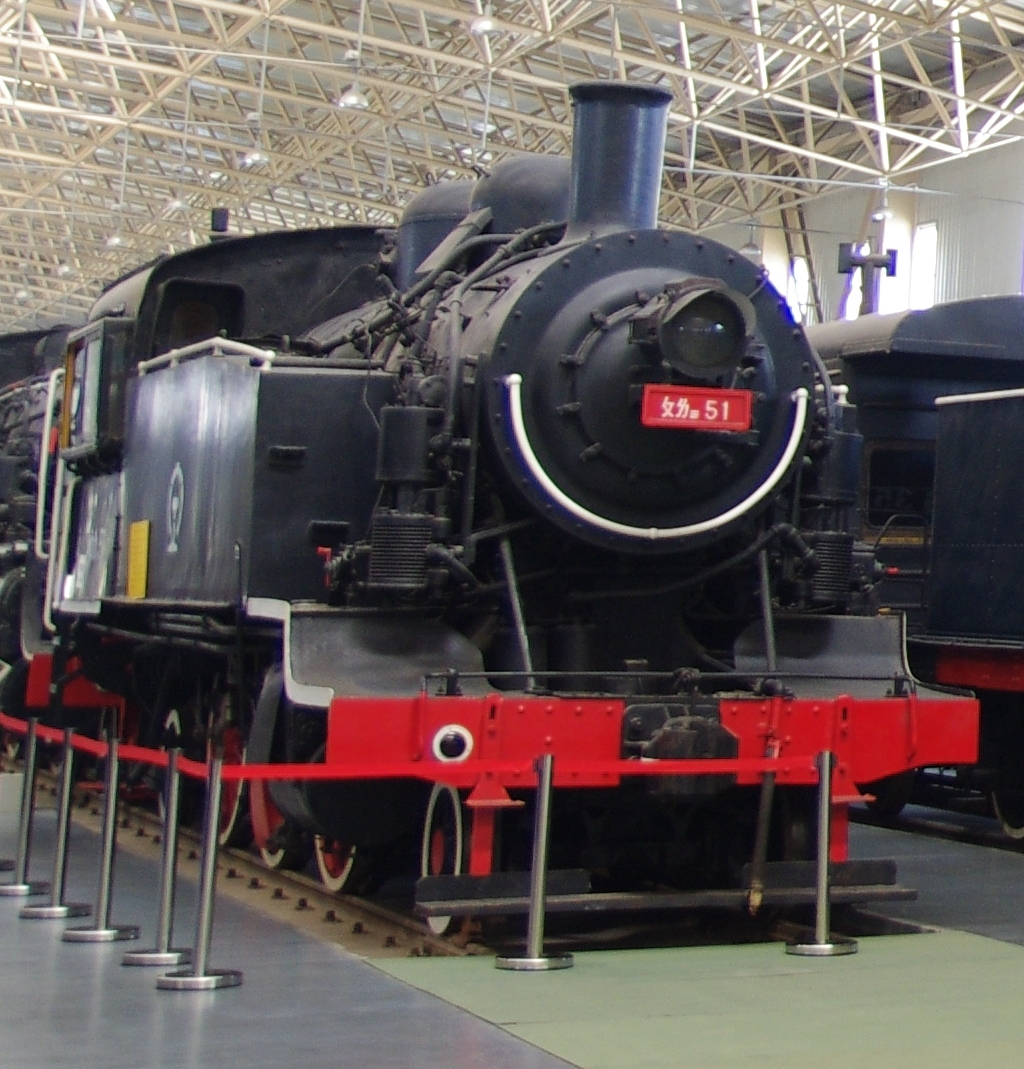
中國鐵道博物館保存的PL3-51號蒸汽機車

| 車號範圍 | 車型   | 前身車型   | 實際車號 | 備註 |
| 1～30    | PL1型  | 滿鐵プレイ |          |      |
| 31～50   | PL2型  | 滿鐵プレニ |          |      |
| 51～60   | PL3型  |            |          |      |
| 61～75   | PL5型  |            |          |      |
| 76～95   | PL6型  |            |          |      |
| 131～230 | PL9型  |            |          |      |
| 271～280 | PL21型 |            |          |      |
| -------- | ------ | ---------- | -------- | ---- |

## PL1型

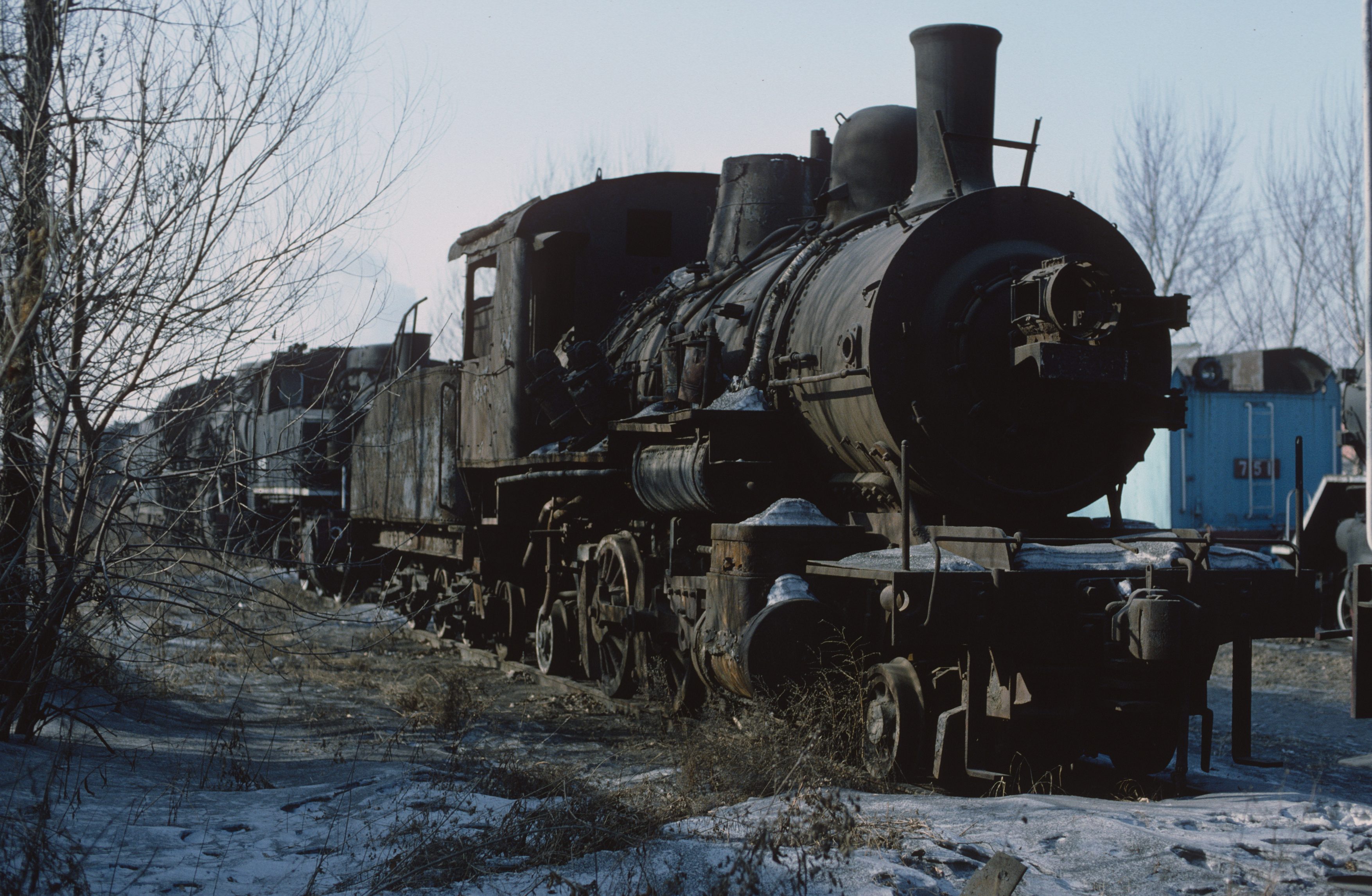
PL1型220号机车在沈阳铁路陈列馆

### 概要
PL1型蒸汽機車之前身為南滿州鐵道Purei（プレイ）型

，於1908年南滿州鐵道修改軌距為標準軌時

，向美國ALCO公司Richmond工廠所訂製之35輛機車

（一說為34輛）
，主要作為調度用。
原編為「D型」，1920年改稱為Pure（プレ）型（車號200-233），後來改稱Purei（プレイ）型。

### 性能諸元
- 車軸配置：2-6-2（1C）
- 飽和過熱別：飽和式
- 動輪直徑：1,270 毫米
- 汽缸（直徑x行程）：483 毫米 x 610 毫米
- 鍋爐使用壓力：12.7kg/cm²
- 火床面積：2.04m²
- 全傳熱面積：158.23m²
- 煙管長：3327 毫米
- 總重（機車及煤水車）：102.97t
  - 機車：62.69t
  - 煤水車：40.28t
    - 煤：6.1t
    - 水：15.14 m³
- 黏著重量（動輪上重量）：49.89t
- 全長：16,002 毫米
- 功率： PS
- 牽引力：

### 保存車輛
PL1-220（沈阳铁路陈列馆）

## PL2型

### 概要

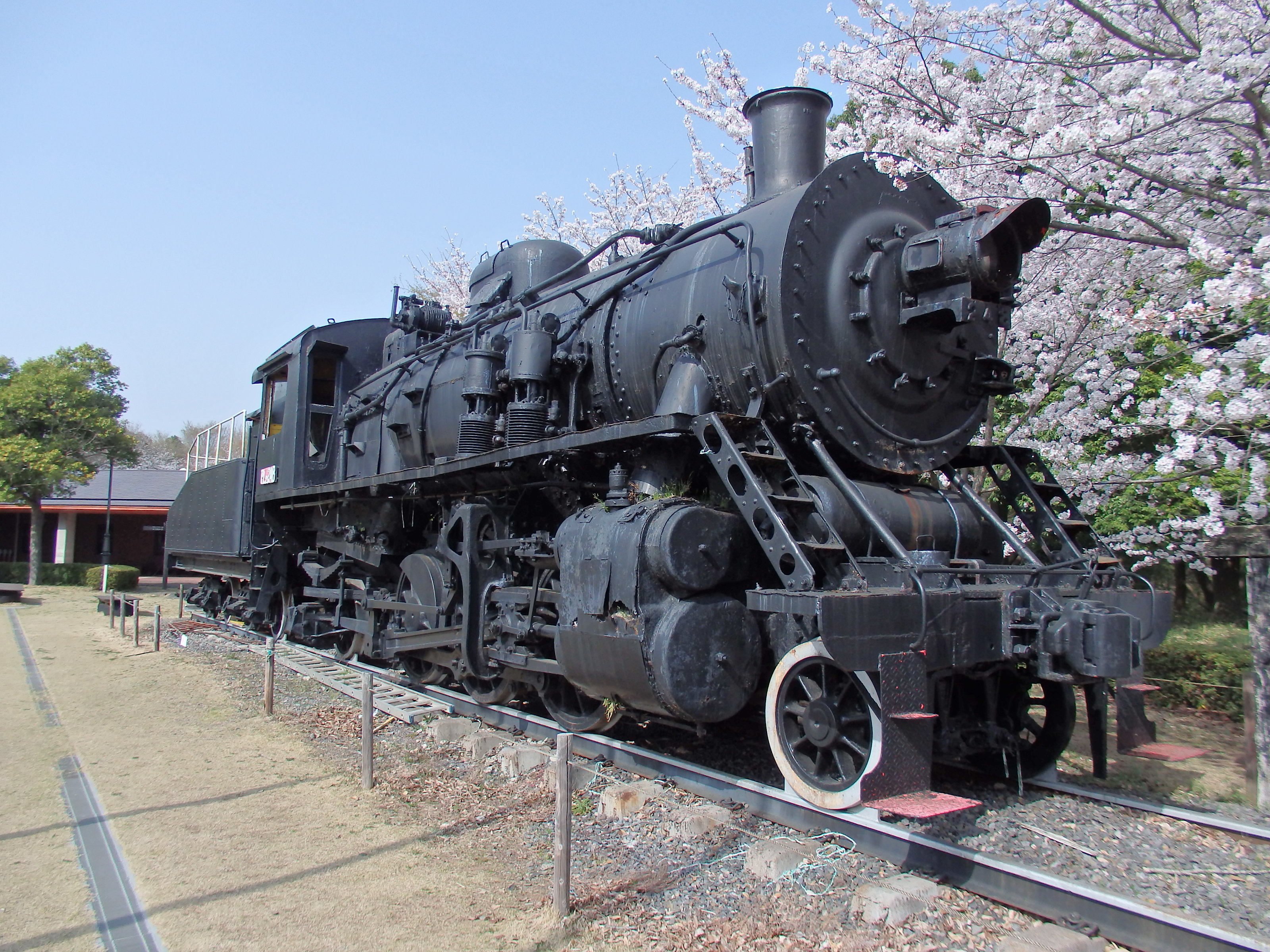
PL2型248号蒸汽机车

PL2型蒸汽機車之前身為南滿州鐵道Pureni（プレニ）型。
滿鐵Pureni（プレニ）型於1933年設計，1935年製造，是針對大連港碼頭線鐵路調車使用設計之車型。大連港碼頭線最小曲度半徑只有 75 米，為了強化曲線通過性能，故動輪固定軸距相當短，只有 2940 毫米。外觀上亦與以往美國風格不同，而將汽包與沙箱結合包覆於同一突出結構置於鍋爐之上，類似於日本國鐵C55型之設計。而且為了調車倒車行駛向後瞭望，煤水車兩側、後端之高度均有降低。
日本車輛於1935年製造6輛Pureni（プレニ）型，專門用於大連港碼頭線鐵路，之後由日本車輛、大連機械繼續製造相當數量，推測總數超過20輛

。

### 性能諸元
- 車軸配置：2-6-2（1C）
- 飽和過熱別：過熱式
- 動輪直徑：1,370 毫米
- 汽缸（直徑x行程）：500 毫米 x 710 毫米
- 鍋爐使用壓力：13.0kg/cm²
- 火床面積：3.69m²
- 全傳熱面積：199.00m²
- 煙管長：   毫米
- 總重（機車及煤水車）：122.65t
  - 機車：76.15t
  - 煤水車：46.5t
    - 煤：6.0t
    - 水：18.0 m³
- 黏著重量（動輪上重量）：54.75t
- 全長：18,226 毫米
- 功率：
  - 圖式功率：1,312 PS
  - 輪週功率：1,100 PS （809kw）
- 汽缸牽引力：14,250kg

### 保存車輛
PL2-248：日本茨城縣筑波未來市喜樂山公園 （茨城県つくばみらい市きらくやまふれあいの丘公園）

## PL51型

### 概要

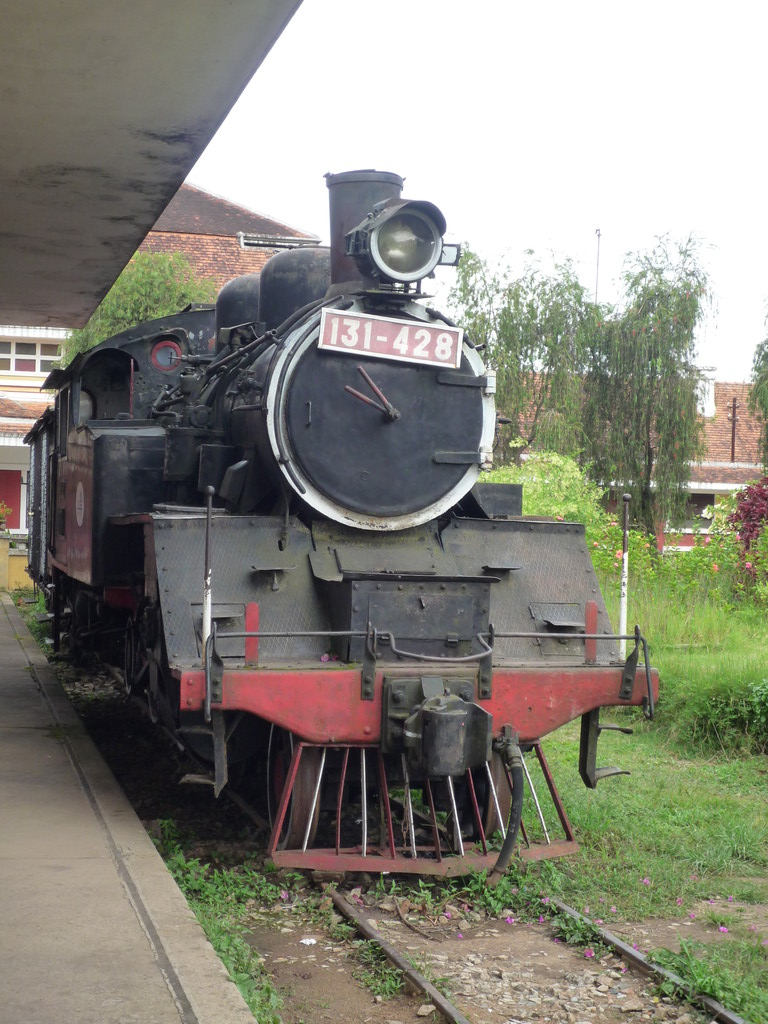
中國鐵路PL51型蒸汽機車（原日本國鐵C12型）援助越南後改稱為131型機車

PL51型蒸汽機車之前身為日本國鐵C12型。
1930年代日本鐵路主要幹線均已完成，開始興建低運量之地方型支線鐵路。但受到經濟大恐慌影響，為了節省興建成本，大多以低規格之簡易線標準興建。此類路線需要一種軸重低、操作成本低廉之小型蒸汽機車，因而開發C12型蒸汽機車。
日本國鐵於1932年至1940年及1947年間共訂製了282輛C12型，分別由川崎車輛（56輛）、汽車製造（44輛）、日立製作所（55輛）、日本車輛（110輛）、三菱重工（17輛）製造。此外，日本外地之樺太（庫頁島）

、台灣

及一些地方型私有鐵路亦訂製C12型蒸汽機車。由於日本政府於二次大戰期間將部分地方型私有鐵路國有化，有11輛私有鐵路之C12被編入日本國鐵。

### 中國的C12型

#### 華北交通
於中日戰爭爆發後，日本陸軍於1398年至1939年徵調60輛C12型蒸汽機車（車號：C12-101～C12-160），將軌距由 1067 毫米改造為 1000 毫米後送往中國，用於華北交通的正太鐵路，稱為PureA（プレＡ）型（車號：501～560）。1939年日本將正太鐵路修改為標準軌距後，PureA（プレＡ）型則移轉至南同蒲鐵路（太原-風陵渡）繼續使用（北同蒲鐵路於1940年修改為標準軌距）。
戰後，PureA（プレＡ）型改稱為ㄆㄌ51型（PL51型），繼續使用至1956年南同蒲鐵路修改為標準軌距時停用。中國政府將剩餘的PL51型蒸汽機車援助越南，越南政府將PL51型改稱為131型（代表軸式1-3-1）。

#### 海南島
日本窒素於1941年向日本車輛訂製2輛C12型，用於海南興業石碌鐵礦的專用鐵道，戰後為石碌鐵礦國民政府接收。

#### 徵用情形
- 徵用時間及車號

| 徵用期間 | 徵用數量 | 車號（日本國鐵） | 車號（華北交通） | 備註                      |
| 1938     | 40       | C12-101～140     | プレＡ 501～540  | 5月15輛、8月20輛、11月5輛 |
| 1939     | 20       | C12-141～160     | プレＡ 541～550  | 3月20輛                   |
| -------- | -------- | ---------------- | ---------------- | ------------------------- |

- 徵用車輛履歷

| 製造年 | 車號         | 製造廠     | 原廠序號              | 備註 |
| 1935   | C12-101～102 | 日本車輛   | 340～341              |      |
| 1935   | C12-103～105 | 三菱重工   | 158～160              |      |
| 1935   | C12-106      | 川崎車輛   | 1610                  |      |
| 1935   | C12-107～109 | 汽車製造   | 1337～1339            |      |
| 1935   | C12-110～113 | 日立製作所 | 683～686              |      |
| 1935   | C12-114～127 | 川崎車輛   | 1611～1614 1618～1627 |      |
| 1936   | C12-128～135 | 川崎車輛   | 1689～1696            |      |
| 1936   | C12-136～138 | 日立製作所 | 734～736              |      |
| 1937   | C12-139～143 | 日本車輛   | 470～474              |      |
| 1937   | C12-144～147 | 川崎車輛   | 1771～1774            |      |
| 1937   | C12-148～154 | 汽車製造   | 1463～1469            |      |
| 1937   | C12-155～156 | 日本車輛   | 480～481              |      |
| 1937   | C12-157～160 | 汽車製造   | 1485～1488            |      |
| ------ | ------------ | ---------- | --------------------- | ---- |

### 諸元
- 車軸配置：2-6-2（1C1）
- 飽和過熱別：過熱式
- 動輪直徑：1,400 毫米
- 汽缸（直徑x行程）：400 毫米 x 610 毫米
- 鍋爐使用壓力：14.0kg/cm²
- 火床面積：1.30m²
- 全傳熱面積：73.3m²
- 煙管長：3200 毫米
- 總重：50.05t
  - 機車：59.82t 
    - 煤櫃容量：1.5 t
    - 水櫃容量：5.5 m³
- 全長：11,350 毫米
- 功率：505 PS
- 牽引力：

## 備註
1. ↑  .   [2012-04-12]. （原始内容存档于2011-09-09）.
2. 1 2  依南滿州鐵道機車規則，プレ（發音為Pure）係指Prairie型（車軸配置2-6-2）之蒸汽機車，之後再以イ（i）、ニ（ni）、サ（sa）、シ（si）、コ（ko）、ロ（ro）、ナ（na）、ハ（ha）、ク（ku）依序代表1～9號。因此Purei（プレイ）為Prairie型機車第1型，之後以此類推。參見南滿州鐵道車號規則（日语：南満州鉄道の車両#名称および記号）、大連埠頭の「プレニ」（中） （页面存档备份，存于）。
3. ↑  南滿州鐵道現為哈大鐵路長春-大連段，原屬於俄國資本之中東鐵路之一部分，軌距與俄國鐵路相同為 1524 毫米。於日俄戰爭期間，日軍為了能夠使用從日本本土徵調之車輛，故將其佔領之部分軌距修改為與日本本土相同之1067 毫米軌距。日俄戰爭結束後，南滿州鐵道成立，決定使用與中國、朝鮮相同之標準軌距，於1908年完成改軌。原從日本本土徵調之機車，送回日本本土或轉賣於台灣總督府鐵道部。
4. ↑  鐵道之路：中國鐵路PL1型蒸汽機車（日文 （页面存档备份，存于） ）、（中文 （页面存档备份，存于） ）
5. 1 2  參見：「プレ」時代「プレイ」形式圖 （页面存档备份，存于）

來源：
大連埠頭の「プレニ」（中） （页面存档备份，存于）
6. ↑  大連埠頭の「プレニ」（上 （页面存档备份，存于））、（中 （页面存档备份，存于））
7. ↑  .   [2012-04-15]. （原始内容存档于2012-05-14）.
8. ↑  
樺太廳鐵道C12型蒸汽機車（日语：国鉄C12形蒸気機関車#南樺太のC12形）共有4輛，分別於1941年至1943年製造，原編號為C12-1～4，於1943年樺太廳鐵道編入日本國有鐵道後，改為C12-265、C12-271～273。樺太的C12型蒸汽機車於二次大戰結束後均為蘇聯所接收。
9. ↑  
台灣總督府鐵道於1936年（5輛）及1942年（2輛）共訂製7輛C12型蒸汽機車（車號C12-1～C12-7），戰後台灣鐵路管理局接收後改稱為CK120型（日语：国鉄C12形蒸気機関車#台湾のC12形），一直使用至1980年代左右。目前CK124號經修復後恢復行駛。

## 外部連結
- 鐵道之路：中國鐵路PL1型蒸汽機車（日文）、（中文）
- 鐵道之路：中國鐵路躍進（YJ）型蒸汽機車（日文）、（中文）
- 鐵道之路：越南的C12型蒸汽機車（原中國國鐵PL51型援助越南）（日文（页面存档备份，存于））、（中文（页面存档备份，存于））
- 大連埠頭の「プレニ」（上（页面存档备份，存于））、（中（页面存档备份，存于））、（下（页面存档备份，存于））
- Railography : Chinese Steam Profiles PL2 Class 2-6-2（页面存档备份，存于）
- 山東省情網 四方、济南厂新造蒸汽机车主要性能和技术参数表